# Monica Pop
Monica Pop (n. 22 iunie 1953, Cluj, România) este un medic oftalmolog român, absolventă a Universității de Medicină și Farmacie din București. Este născută într-o familie de medici. A deținut până în 2018 funcția de Manager General al Spitalului Clinic de Urgențe Oftalmologice București, în prezent fiind șefă de secție în același spital. Este cadru didactic universitar din anul 1983, în prezent Profesor Universitar. Este căsătorită cu Dr. Ing. chimist Mircea Pop, cercetător la Academia Română și au o fiică, Letiția.  
Este cel mai vechi director de spital din Capitală la ora actuală (din aprilie 1994).
A fost membru titular al Comisiei de disciplină a Colegiului Medicilor din Municipiul București.
A participat la numeroase emisiuni medicale în scopul de a face educație sanitară populației, mai cu seamă în ceea ce privește prevenția și tratarea afecțiunilor din domeniul oftalmologic. 